# 伯雷奇穹
伯雷奇穹（英語：Burrage Dome），是南極洲的穹丘，位於維多利亞地的斯科特海岸，處於喬伊斯山東北面7公里，屬於阿爾伯特親王山脈的一部分，海拔高度840米，美國地質調查局根據測量和美國海軍拍攝的空中照片繪入地圖，現時由南極條約體系管理。